# Strangers in the Night (UFO)
| Recensione | Giudizio |
| ---------- | -------- |
| AllMusic   |          |

Strangers in the Night è il quarto album dal vivo del gruppo musicale britannico UFO, pubblicato nel gennaio 1979 dalla Chrysalis Records.

## Tracce

### Versione originale

#### Disco 1
Lato A
1. Natural Thing (Schenker/Mogg/Way) – 3:57
2. Out in the Street (Way/Mogg) – 5:07
3. Only You Can Rock Me (Way/Schenker/Mogg) – 4:08
4. Doctor Doctor (Schenker/Mogg) – 4:42

Lato B
1. Mother Mary (Schenker/Mogg/Way/Parker) – 3:25
2. This Kids (Schenker/Mogg) – 5:11
3. Love to Love (Schenker/Mogg) – 7:58

#### Disco 2
Lato A
1. Lights Out (Schenker/Mogg/Parker/Way) – 5:23
2. Rock Bottom (Schenker/Mogg) – 11:08

Lato B
1. Too Hot to Handle (Way/Mogg) – 4:26
2. I'm a Loser (Schenker/Mogg) – 4:13
3. Let It Roll (Schenker/Mogg) – 4:48
4. Shoot Shoot (Schenker/Mogg/Way/Parker) – 4:07

### Riedizione
1. Hot 'n' Ready (live in Youngstown, OH - 10/15/78) (Schenker/Mogg) – 3:26 – bonus track
2. Cherry (live in Cleveland, OH - 10/16/78) (Way/Mogg) – 3:44 – bonus track
3. Let It Roll (Schenker/Mogg) – 4:48
4. Love to Love (Schenker/Mogg) – 7:58
5. Natural Thing (Schenker/Mogg/Way) – 3:57
6. Out in the Street (Way/Mogg) – 5:07
7. Only You Can Rock Me (Way/Schenker/Mogg) – 4:08
8. Mother Mary (Schenker/Mogg/Way/Parker) – 3:25
9. This Kids (Schenker/Mogg) – 5:11
10. Doctor Doctor (Schenker/Mogg) – 4:42
11. I'm a Loser (Schenker/Mogg) – 4:13
12. Lights Out (Schenker/Mogg/Parker/Way) – 5:09
13. Rock Bottom (Schenker/Mogg) – 11:22
14. Too Hot to Handle (Way/Mogg) – 4:26
15. Shoot Shoot (Schenker/Mogg/Way/Parker) – 4:07

## Formazione
- Phil Mogg – voce
- Michael Schenker – chitarra solista
- Paul Raymond – chitarra ritmica, tastiere
- Pete Way – basso
- Andy Parker – batteria

## Classifiche
| Classifica            | Posizione migliore |
| --------------------- | ------------------ |
| The Billboard 200     | 42                 |
| Official Albums Chart | 7                  |